# José Eduardo Dutra
José Eduardo de Barros Dutra, mais conhecido como José Eduardo Dutra (Rio de Janeiro, 11 de abril de 1957 — Belo Horizonte, 4 de outubro de 2015), foi um geólogo e político brasileiro.

## Formação e carreira
Estudou no Colégio Estadual José Augusto Ferreira em Caratinga, MG. 
Formado em Geologia pela Universidade Federal Rural do Rio de Janeiro em 1979, trabalhou de 1983 a 1990 como geólogo da Petrobras Mineração - Petromisa, realizando o planejamento geológico na mina de potássio Taquari-Vassouras, em Sergipe.
De 1990 a 1994, trabalhou na Companhia Vale do Rio Doce. Foi eleito "Geólogo do Ano", em 1988, pela Associação dos Geólogos de Sergipe.

## Trajetória política
Foi presidente do Sindicato dos Mineiros do Estado de Sergipe (Sindimina) no período de 1989 até 1994 e dirigente nacional da Central Única dos Trabalhadores (de 1988 até 1990).
Disputou o governo de Sergipe em 1990 sendo derrotado por João Alves Filho. Em 1994, foi eleito senador da República pelo Estado de Sergipe.
Candidatou-se novamente ao governo de Sergipe em 2002, e novamente foi derrotado, no segundo turno, para João Alves Filho.
Foi presidente da Petrobras de 2 de janeiro de 2003 até 22 de julho de 2005.
Tentou eleger-se senador em 2006 mas foi derrotado por Maria do Carmo Alves, esposa de João Alves.
Retornou à Petrobras como presidente da Petrobras Distribuidora, de 24 de setembro de 2007 a 14 de agosto de 2009. Deixou o cargo para disputar a presidência do Partido dos Trabalhadores, sendo eleito para o biênio 2010-2012.
Em 2010 foi eleito primeiro suplente do senador Antônio Carlos Valadares, para o mandato 2011-2019.

## Morte
Morreu em 4 de outubro de 2015 em Belo Horizonte, onde estava se tratando de um câncer.